# Masefau
Masefau – wieś w Samoa Amerykańskim (Dystrykt Wschodni); na wyspie Tutuila; 425 mieszkańców (2010).